# 羅津先鋒經濟特區

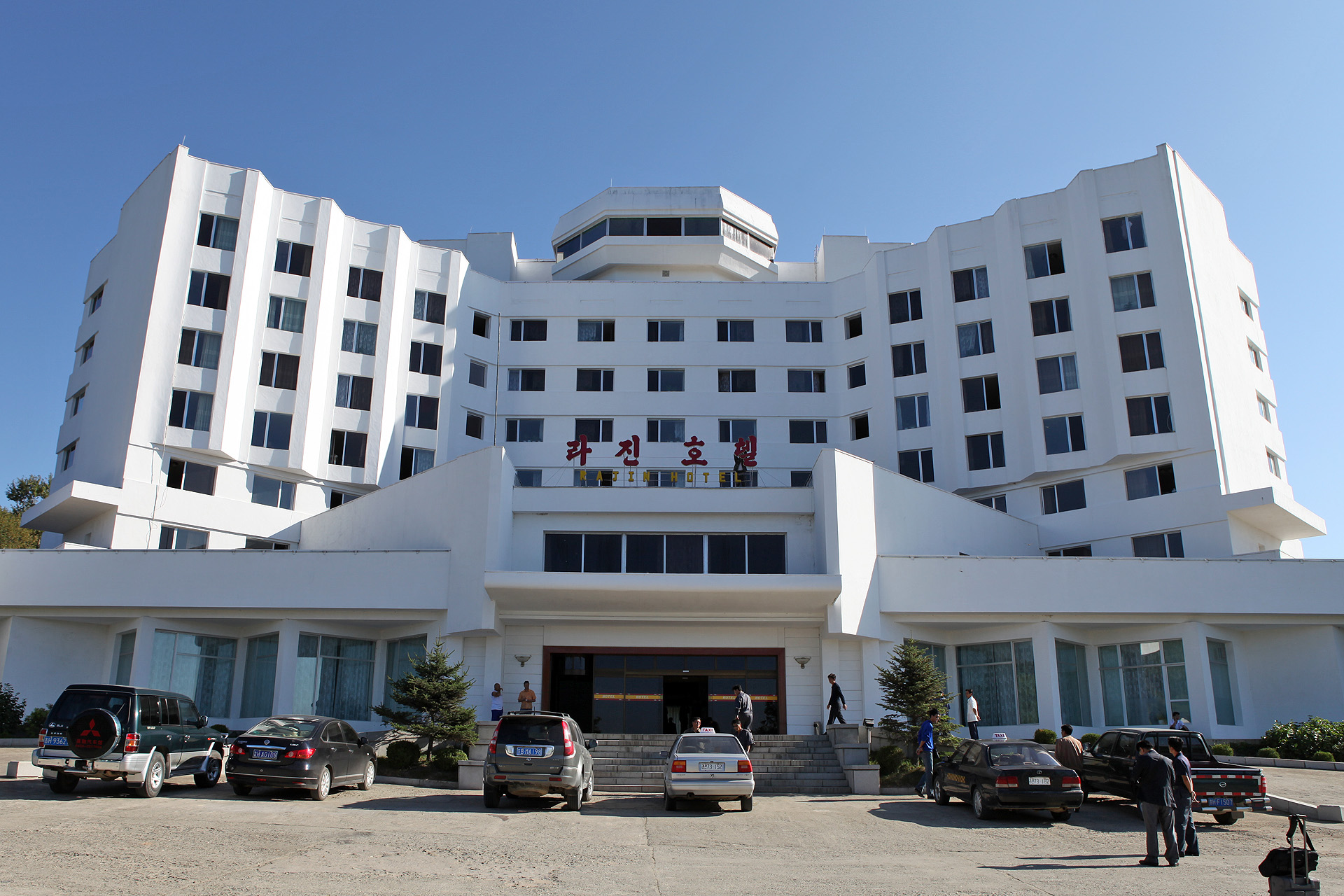
經濟特區內的飯店

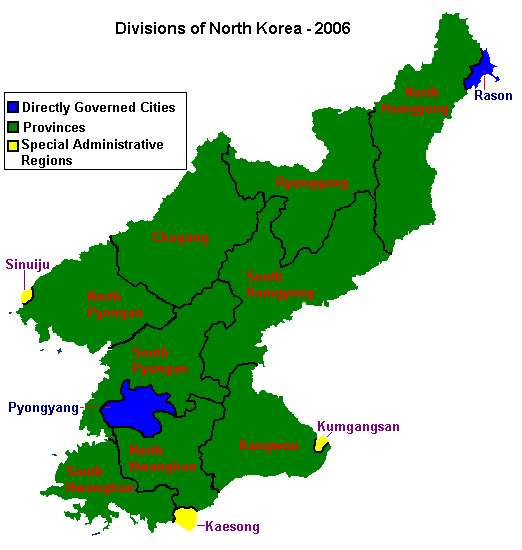
朝鲜行政区划（2006年）

羅津先鋒經濟特區（：／），简称罗先，是一座位於朝鮮民主主義人民共和國東北部羅先特別市的經濟特區，與臺灣的加工出口區、中國大陸的經濟特區屬類似概念的工業區。

## 概要
該經濟特區成立於1990年代末期配合朝鮮旅遊開放，相中羅津市與先鋒郡的緣故是為此地位居朝鮮半島與中國、俄羅斯交界地，此外另一重要緣故為羅先港與海參崴為不凍港，因此受到北韓政府的強力發展。羅津先鋒經濟特區內的投資者主要來自中國與俄羅斯。根據彭博商業週刊報導，羅津先鋒經濟特區於2011年7月時發生電力系統故障，導致園區內的廠商無法生產的情況。在2011年11月時問題獲得了解決，就是向中國購買電力進口至經濟特區內，以維持產能運作。交通方面，中國人多以陸路方式進入羅先，而俄國人多以連接西伯利亞鐵路的朝鮮國鐵平羅線進入羅先。
2013年，朝鲜高层领导人张成泽被处决，其判决书中说“……张成泽犯下的卖国行为还包括，让亲信随便卖掉煤炭等宝贵的地下资源，上掮客的当欠下很多债，今年5月还以还这笔债为借口，居然以50年为期向外国出卖罗先经济贸易区的地皮。”

## 近况
罗先公开的商贸中心有六千余名合法注册的个体户，2017年初，中国商人在罗先特区建设了价格颇高的商品房，这些房屋的造价可能高达每平米一千到两三千元人民币，但后来核试验招致的制裁打垮了朝鲜外贸，罗先人有不少生活陷入困难。
根据DailyNK援引两江道消息人士的话，因为罗先的私营经济十分发达，易于接触外界信息，朝鲜当局尤其热衷于对罗先特区年轻人的思想教育，但是这已经不可能改变接触了外界信息的年轻人的想法。